# Leichtathletik-Weltmeisterschaften 2011/Teilnehmer (Simbabwe)
| Gelbes Symbol für Goldmedaillen mit stilisierten Olympischen Ringen | Graues Symbol für Silbermedaillen mit stilisierten Olympischen Ringen | Braundes Symbol für Bronzemedaillen mit stilisierten Olympischen Ringen |
| ------------------------------------------------------------------- | --------------------------------------------------------------------- | ----------------------------------------------------------------------- |
| —                                                                   | —                                                                     | 1                                                                       |

Der Leichtathletik-Verband Simbabwes stellte bei den Leichtathletik-Weltmeisterschaften 2011 im koreanischen Daegu vier Teilnehmer.

## Ergebnisse

### Männer

#### Laufdisziplinen
| Athlet              | Disziplin | Vorlauf | Vorlauf | Halbfinale    | Halbfinale    | Finale        | Finale        |
| Athlet              | Disziplin | Zeit    | Platz   | Zeit          | Platz         | Zeit          | Platz         |
| ------------------- | --------- | ------- | ------- | ------------- | ------------- | ------------- | ------------- |
| Ngonidzashe Makusha | 100 m     | 10,31 s | 11      | 10,27 s       | 17            | ausgeschieden | ausgeschieden |
| Gabriel Mvumvure    | 100 m     | 10,63 s | 43      | ausgeschieden | ausgeschieden | ausgeschieden | ausgeschieden |
| Gabriel Mvumvure    | 200 m     | 21,11 s | 41      | ausgeschieden | ausgeschieden | ausgeschieden | ausgeschieden |
| Cuthbert Nyasango   | Marathon  |         |         |               |               | 2:15:56 h SB  | 16            |

#### Sprung/Wurf
| Athlet              | Disziplin  | Qualifikation | Qualifikation | Finale     | Finale |
| Athlet              | Disziplin  | Weite/Höhe    | Platz         | Weite/Höhe | Platz  |
| ------------------- | ---------- | ------------- | ------------- | ---------- | ------ |
| Ngonidzashe Makusha | Weitsprung | 8,11 m        | 4             | 8,29 m     | Bronze |

### Frauen

#### Laufdisziplinen
| Athletin       | Disziplin | Vorlauf        | Vorlauf | Halbfinale    | Halbfinale    | Finale        | Finale        |
| Athletin       | Disziplin | Zeit           | Platz   | Zeit          | Platz         | Zeit          | Platz         |
| -------------- | --------- | -------------- | ------- | ------------- | ------------- | ------------- | ------------- |
| Tandiwe Nyathi | 1500 m    | 4:32,79 min PB | 34      | ausgeschieden | ausgeschieden | ausgeschieden | ausgeschieden |